# Strančiče
Strančiče (nemško Strantschitschach) je naselje v Občini Žihpolje v Okraju Celovec-dežela na Koroškem v Avstriji.